# Padenghe sul Garda
Padenghe sul Garda est une commune italienne de la province de Brescia, dans la région Lombardie.

## Administration
| Période                                  | Période | Identité          | Étiquette     | Qualité |
| ---------------------------------------- | ------- | ----------------- | ------------- | ------- |
| 2004                                     | 2014    | Patrizia Avanzini | civique liste | -       |
| Les données manquantes sont à compléter. |         |                   |               |         |

### Communes limitrophes
Bardolino, Calvagese della Riviera, Desenzano del Garda, Lazise, Lonato del Garda, Moniga del Garda, Sirmione, Soiano del Lago